# Ладінгтон (Вісконсин)
Ладінгтон (англ. Ludington) — місто (англ. town) в США, в окрузі О-Клер штату Вісконсин. Населення — 1067 осіб (2020).

## Демографія
Згідно з переписом 2010 року, у місті мешкали 1063 особи в 405 домогосподарствах у складі 313 родин. Було 465 помешкань
Расовий склад населення:
| - 97,1 % — білих - 0,6 % — азіатів - 0,4 % — корінних американців - 0,3 % — чорних або афроамериканців |

До двох чи більше рас належало 1,4 %. Частка іспаномовних становила 1,0 % від усіх жителів.
За віковим діапазоном населення розподілялося таким чином: 25,4 % — особи молодші 18 років, 61,0 % — особи у віці 18—64 років, 13,6 % — особи у віці 65 років та старші. Медіана віку мешканця становила 43,0 року. На 100 осіб жіночої статі у місті припадало 113,5 чоловіків;  на 100 жінок у віці від 18 років та старших — 105,4 чоловіків також старших 18 років.
Середній дохід на одне домашнє господарство  становив 78 061 долар США (медіана — 70 833), а середній дохід на одну сім'ю — 87 067 доларів (медіана — 82 292). Медіана доходів становила 56 250 доларів для чоловіків та 34 167 доларів для жінок. За межею бідності перебувало 2,8 % осіб, у тому числі 3,6 % дітей у віці до 18 років та 4,9 % осіб у віці 65 років та старших.
Цивільне працевлаштоване населення становило 529 осіб. Основні галузі зайнятості: виробництво — 21,2 %, освіта, охорона здоров'я та соціальна допомога — 20,0 %, роздрібна торгівля — 12,1 %, фінанси, страхування та нерухомість — 7,4 %.